# Luís Gonzaga Bergonzini
Luís Gonzaga Bergonzini (São João da Boa Vista, 20 maggio 1936 – Guarulhos, 13 giugno 2012) è stato un vescovo cattolico brasiliano.

## Biografia
Luís Gonzaga Bergonzini nacque il 20 maggio 1936 a São João da Boa Vista.
Fu ordinato presbitero il 29 giugno 1959 per l'arcidiocesi di Ribeirão Preto e il 16 gennaio 1960 si incardinò poi nella diocesi di São João da Boa Vista.
Il 4 dicembre 1991 papa Giovanni Paolo II lo nominò vescovo di Guarulhos. Ricevette l'ordinazione episcopale il 7 febbraio 1992, per imposizione delle mani del vescovo Tomás Vaquero.
Nel 2010 fu inserito dalla rivista Época nell'elenco delle cento personalità più influenti del Brasile.
Sempre nel 2010 si espose pubblicamente in merito alle elezioni del presidente, invitando i cattolici della Nazione a non votare per la candidata Dilma Rousseff e l'intero partito Partito dei Lavoratori, in quanto promotrice e sostenitrice dell'aborto. Divenne noto, infatti, in patria per la sua lotta in difesa della vita, tanto da avere eco mediatica anche all'estero.
Fu un veemente sostenitore, inoltre, del divieto del riconoscimento del matrimonio omosessuale nel suo paese, dichiarato comunque legale nel 2013.
Resse la diocesi per quasi 20 anni, ritirandosi per raggiunti limiti d'età il 23 novembre 2011.
Ricoverato in ospedale a Guarulhos a causa di una polmonite, morì il 13 giugno 2012 per un'embolia polmonare all'età di 76 anni.

## Genealogia episcopale
La genealogia episcopale è:
- Cardinale Scipione Rebiba
- Cardinale Giulio Antonio Santori
- Cardinale Girolamo Bernerio, O.P.
- Arcivescovo Galeazzo Sanvitale
- Cardinale Ludovico Ludovisi
- Cardinale Luigi Caetani
- Cardinale Ulderico Carpegna
- Cardinale Paluzzo Paluzzi Altieri degli Albertoni
- Papa Benedetto XIII
- Papa Benedetto XIV
- Papa Clemente XIII
- Cardinale Bernardino Giraud
- Cardinale Alessandro Mattei
- Cardinale Pietro Francesco Galleffi
- Cardinale Giacomo Filippo Fransoni
- Cardinale Carlo Sacconi
- Cardinale Edward Henry Howard
- Cardinale Mariano Rampolla del Tindaro
- Cardinale Rafael Merry del Val
- Arcivescovo Duarte Leopoldo e Silva
- Arcivescovo Paulo de Tarso Campos
- Vescovo Tomás Vaquero
- Vescovo Luís Gonzaga Bergonzini